# Isandros
Isandros (en grec ancien Ἰςανδρος / Isandros) est le fils de Bellérophon. Il meurt tué par Arès lors de la bataille de son père contre les Solymes, tandis que sa sœur Laodamie meurt par la volonté d'Artémis, de maladie soudaine et inconnue.

## Sources
- Pseudo-Apollodore, Bibliothèque [détail des éditions] [lire en ligne] (II, 3, 2).
- Homère, Iliade [détail des éditions] [lire en ligne] (VI, 196-197, 203-205).